# یوهان مارتین کلادینیوس
یوهان مارتین کلادینیوس (۱۷ آوریل ۱۷۱۰ در ویتنبرگ-۱۰ سپتامبر ۱۷۵۹ در ارلانگن) فیلسوف، متکلم و مورخ آلمانی که به عنوان یکی از بنیان‌گذاران هرمنوتیک شناخته می‌شود.

## زندگی و اندیشهٔ او
او در سال ۱۷۱۰ در ویتنبرگ متولد شد و در همین شهر به تحصیل و تدریس فلسفه و الهیات مشغول شد به طوری که در سال ۱۷۴۲ توانست به درجهٔ استادی برسد. بعد از آن در شهر ارلانگن اقامت گزید و تا هنگام مرگ در ۱۷۵۹ در همین شهر ماند و تدریس کرد. کلادینیوس با وجود این‌که تنها ۴۹ سال زندگی کرد اما آثار مختلفی در حوزه‌های الهیات، تاریخ، فلسفه و تعلیم و تربیت از خود به جا گذاشت. آثاری که در شکل‌گیری و توسعهٔ هرمنوتیک روشنگری نقش اساسی داشتند و هرمنوتیک فلسفی آلمان را شکل برجسته‌تر بخشیدند. از جملهٔ این آثار کتاب علم تاریخ (۱۷۵۲) و برترین فلسفهٔ جدید (۱۷۵۰) است. از کتاب مقدمه‌ای بر تأویل صحیح گفتارها و نوشتارهای عاقلانه (۱۷۴۲) هم به عنوان اولین اثر نظام‌مندی یاد شده که در فلسفهٔ تأویل در آلمان منتشر شده است.
کلادینیوس مدعی بود که هرمنوتیک رشتهٔ فلسفی متمایزی است. او در هرمنوتیک خود به دنبال کشف نظام عقلانی قواعد حاکم بر تأویل بود. کلادینیوس می‌خواست نظریهٔ عام تأویل را کشف کند که مجموعه قواعد عملی چگونگی تأویل را ارائه کند. او هرمنوتیک را فهم کامل گفتار یا نوشتار می‌دانست و برای رسیدن به «فهم کامل» معتقد بود که باید دو معیار «فهم نیت مؤلف» و «قواعد عقل و خرد» را در نظر داشت. از دید او، فهم مستلزم داشتن زبانی روشن و استدلالی عقلانی بود. تمام تلاش کلادینیوس برای رسیدن به قواعد عام و جهان‌شمول تأویل بود. هر چند بسیاری از اصول تأویلی او به طور کامل کنار گذاشته شدند.